# Les Gunyoles (Tarragona)
Les Gunyoles es una localidad española del municipio de La Secuita, perteneciente a la provincia de Tarragona, en la comunidad autónoma de Cataluña.

## Geografía
El nombre del lugar puede encontrarse mencionado con las formas Guñolas y Les Gunyoles.

## Historia
A mediados del siglo XIX, la aldea ya pertenecía a Secuita. Aparece descrita en el noveno volumen del Diccionario geográfico-estadístico-histórico de España y sus posesiones de Ultramar de Pascual Madoz de la siguiente manera:

GUÑOLAS: ald. en la prov., part. jud. y dióc. de Tarragona, aud. terr. y c. g. de Barcelona, ayunt. de Secuita, de cuyo l. depende (V.)
(Madoz, 1847, p. 145)

En 2023 la entidad singular de población de Les Gunyoles tenía empadronados 165 habitantes.